# Hirono (Iwate)
Hirono (洋野町 Hirono-chō?) es un pueblo localizado en la prefectura de Iwate, Japón. En octubre de 2018 tenía una población de 15.668 habitantes y una densidad de población de 51,7 personas por km². Su área total es de 302,92 km².

## Geografía

### Municipios circundantes
- Prefectura de Aomori
  - Hashikami
- Prefectura de Iwate
  - Kuji
  - Karumai

## Demografía
Según datos del censo japonés, la población de Hirono ha disminuido en los últimos años.
| Año del censo | Población |
| ------------- | --------- |
| 1995          | 21.322    |
| 2000          | 20.465    |
| 2005          | 19.524    |
| 2010          | 17.913    |
| 2015          | 16.693    |